# Immeuble de Wilhelm Grünbaum
L'immeuble de Wilhelm Grünbaum (en serbe cyrillique : Зграда Вилмоша Гринбаума ; en serbe latin : Zgrada Vilmoša Grinbauma) est situé à Zrenjanin, dans la province de Voïvodine et dans le district du Banat central, en Serbie. Avec l'ensemble du quartier ancien de la ville, il est inscrit sur la liste des entités spatiales historico-culturelles de grande importance de la République de Serbie (identifiant no PKIC 48) et, à ce titre, sur la liste des monuments culturels de grande importance.

## Présentation
L'immeuble, situé 6 rue Aleksandra I Karađorđevića et 3 rue Gimnazijska, a été construit en 1882 pour la famille Grünbaum, alors connue pour ses vêtements sur mesure et pour la vente d'articles de mode féminins. Wilhelm Grünbaum a engagé pour l'occasion un architecte local, Rudolf Jaricz , qui l'a conçu dans un style néo-Renaissance ; le bâtiment a été modernisé en 1905 et l'intérieur a alors été redessiné dans le style Sécession, notamment sur le plan des ouvertures (portes et fenêtres) qui ont été ornées d'ornementations de verre teinté partiellement préservées.
Le bâtiment est constitué d'un rez-de-chaussée et d'un étage. À l'étage, la façade donnant sur la rue principale, rue Aleksandra I Karađorđevića, est décorée de balustres et d'un balcon central avec un garde-corps en fer forgé. Du côté de la rue Gimnazijska se trouve une cour fermée qui débouche sur cette rue ; on y trouve un balcon filant lui aussi en fer forgé soutenu par de massives consoles de pierre.